# Ye'i
Ye'i (Yei, Yeii) – w wierzeniach północnoamerykańskich Indian z plemienia Nawahów grupa istot ponadnaturalnych, pośredników między ludźmi i stwórcą, przedstawianych w ceremoniach religijnych przez charakterystyczne zamaskowane postaci.
Ye'i są niewidzialne i nieme, ale ich przywódcą jest tzw. Mówiący Bóg (ang. Speaking God, w języku nawaho znany także jako ye'i bichai – "ojciec matki ye'i"). Od jego imienia pochodzi nawahijska nazwa popularnej do dziś tradycyjnej ceremonii Nocnych Śpiewów (ye'i bichai, ang. Night Chants) mogących trwać do dziewięciu nocy i kończących się pojawieniem się ye'i. 
Poszczególne ye'i mają w nawahijskiej mitologii swoje imiona (np. Calling God, Fringed Mouths, Hunchback, Water Sprinkler, itp.), cechy charakterystyczne, mityczne role i ceremonialne zadania (np. kontrolowanie sił natury), część przybiera postać mężczyzn lub kobiet, inne przypominają zwierzęta lub nie są podobne do żadnego z ziemskich stworzeń.